# Liolaemus barbarae
Liolaemus barbarae este o specie de șopârle din genul Liolaemus, familia Tropiduridae, descrisă de Pincheira-donoso și Rayner Núñez Aguila în anul 2002. Conform Catalogue of Life specia Liolaemus barbarae nu are subspecii cunoscute.